# Роберт Неппер
Роберт Лайл Неппер (англ. Robert Lyle Knepper; нар. 8 липня 1959, Фрімонт, Огайо, США) — американський актор театру і кіно.

## Біографія
Роберт Неппер захопився театром ще в дитинстві, що зумовило вибір професії. У 1977 році вступив в Північно-Західний університет на спеціальність «Драматичне мистецтво». Ще будучи студентом, вийшов на професійну сцену. Після закінчення університету став актором Чиказького театру, пізніше грав в театрах Нью-Йорка.
Його дебютом в кіно стала роль Стіва Лорвіна в комедії Блейка Едвардса «Це життя!» (1986). Актор знімався у Франції в бойовику режисера Олів'є Мегатона «Перевізник 3» і трилері режисера Ксав'є Генса «Хітмен». Виконав роль другого плану в комедії Вуді Аллена «Всі кажуть, я тебе кохаю» (1996). Проте, Роберт Неппер насамперед відомий як актор телебачення: за час акторської кар'єри він отримав ролі у великій кількості телесеріалів, серед яких «Вона написала вбивство», «Закон і порядок», «Профайлер», «Її звали Нікіта», «Втеча з в'язниці», «Культ» та інші.

## Фільмографія

### Кінофільми
| Рік  |   | Українська назва                       | Оригінальна назва                     | Роль                     |
| ---- | - | -------------------------------------- | ------------------------------------- | ------------------------ |
| 1986 | ф | Це життя!                              | That's Life!                          | Стів Ларвін              |
| 1987 | ф | Зроблено в раю                         | Made in Heaven                        | Оррін                    |
| 1989 | ф | Ренегати                               | Renegades                             | Боббі Маріно             |
| 1990 | ф | Молоді стрільці 2                      | Young Guns II                         | заступник шерифа Карлайл |
| 1992 | ф | День у місті ангелі                    | Where The Day Takes You               | Рок Сінгер               |
| 1992 | ф | Бензин, їжа, житло                     | Gas Food Lodging                      | денкі                    |
| 1994 | ф | Коли таємне стає явним                 | When The Bough Breaks                 | лейтенант Джиммі Крідмор |
| 1995 | ф | Знайти і знищити                       | Search And Destroy                    | Деніел Стронг            |
| 1996 | ф | Всі кажуть, я тебе кохаю               | Everyone Says I Love You              | Грег                     |
| 1998 | ф | Стрінгер                               | Стрінгер                              | Джон                     |
| 1998 | ф | Фантоми                                | Phantoms                              | агент Вілсон             |
| 2000 | ф | Любов і секс                           | Love & Sex                            | Жерар Буссар             |
| 2004 | ф | Особина 3                              | Species 3                             | доктор Еббот             |
| 2005 | ф | Заручник                               | Hostage                               | Вілл Беклер              |
| 2005 | ф | Добраніч, та нехай щастить             | Good Night, and Good Luck             | Дон Сурін                |
| 2007 | ф | Хітмен                                 | Hitman                                | Юрій Марков              |
| 2008 | ф | Перевізник 3                           | Transporter 3                         | Джонсон                  |
| 2008 | ф | День, коли Земля зупинилась            | The Day the Earth Stood Still         | полковник                |
| 2010 | ф | Буйний День                            | Burning Daylight                      | Елам Гарніш              |
| 2012 | ф | Мій шлях                               | Cloclo                                | Френк Сінатра            |
| 2013 | ф | Примарний патруль                      | R.I.P.D.                              | Стенлі Навлікі           |
| 2013 | ф | Персі Джексон: Море чудовиськ          | Percy Jackson: Sea of Monsters        | Кронос                   |
| 2014 | ф | Голодні ігри: Переспівниця. Частина І  | The Hunger Games: Mockingjay - Part 1 | Антоній                  |
| 2015 | ф | Голодні ігри: Переспівниця. Частина ІІ | The Hunger Games: Mockingjay - Part 2 | Антоній                  |
| 2016 | ф | Важка мішень 2                         | Hard Target 2                         | Джона Олдрич             |
| 2016 | ф | Джек Річер: Не відступай               | Jack Reacher: Never Go Back           | генерал Харкнесс         |
| 2022 | ф | Клітка розуму                          | Mindcage                              | лейтенант Оуінгс         |

### Телебачення
| Рік       |    | Українська назва                  | Оригінальна назва                          | Роль                              |
| --------- | -- | --------------------------------- | ------------------------------------------ | --------------------------------- |
| 1986—1993 | с  | Закон Лос-Анджелеса               | L.A. Law                                   | Джордж Бакнер / Девід Оркотт      |
| 1987      | с  | Сутінкова зона                    | The Twilight Zone                          | Алонсо                            |
| 1987      | с  | Зоряний шлях: Наступне покоління  | Star Trek: The Next Generation             | Вайатт Міллер                     |
| 1990—1991 | с  | Чайна-Біч                         | China Beach                                | ветеран В'єтнаму / Лонг           |
| 1992      | с  | Щоденники Червоної Туфельки       | Red Shoe Diaries                           | Нік Віллард                       |
| 1993—1996 | с  | Вона написала вбивство            | Murder, She Wrote                          | різні персонажі                   |
| 1995      | с  | Закон і порядок                   | Law & Order                                | Ігор Сміт                         |
| 1998      | с  | Швидка допомога                   | ER                                         | Кіт Рейнольдс                     |
| 1999      | с  | Зоряний шлях: Вояджер             | Star Trek: Voyager                         | Гол                               |
| 2000      | с  | Сім днів                          | Seven Days                                 | майор Джин Хастингс               |
| 2000      | с  | Профайлер                         | Profiler                                   | Мартін Льюіс                      |
| 2000      | с  | Жорстоке царство                  | Harsh Realm                                | священик                          |
| 2000      | с  | Її звали Нікіта                   | La Femme Nikita                            | Генрі Коллінз                     |
| 2001      | с  | Західне крило                     | The West Wing                              | Морган Росс                       |
| 2001      | тф |                                   | Jackie, Ethel, Joan: The Women of Camelot  | Роберт Кеннеді                    |
| 2001      | с  | Закон і порядок: Злочинний намір  | Law & Order: Criminal Intent               | доктор Пітер Келмер               |
| 2003—2005 | с  | Карнавал                          | Carnivàle                                  | Томмі Долан                       |
| 2004      | с  | C.S.I.: Місце злочину Маямі       | CSI: Miami                                 | Фредді Коулман                    |
| 2005      | с  | Пойнт Плезант                     | Point Pleasant                             | виконавець демонічного танцю      |
| 2005—2017 | с  | Втеча з в'язниці                  | Prison Break                               | Теодор «Ті-Бег» Бегвелл           |
| 2009      | тф |                                   | Prison Break: The Final Break              | Теодор «Ті-Бег» Бегвелл           |
| 2009—2010 | с  | Герої                             | Heroes                                     | Семюел Салліван                   |
| 2010      | с  | Переслідування                    | Chase                                      | Джек Драгган                      |
| 2010      | с  | Мислити як злочинець              | Criminal Minds                             | Ретт Уолден                       |
| 2010      | с  | Зоряна брама: Всесвіт             | Stargate Universe                          | Симеон                            |
| 2011      | с  | Безсоромні                        | Shameless                                  | Рід                               |
| 2011      | с  | Королі втечі                      | Breakout Kings                             | Теодор «Ті-Бег» Бегвелл           |
| 2012      | тф | Кодове ім'я «Джеронімо»           | Seal Team Six: The Raid on Osama Bin Laden | Капітан-лейтенант                 |
| 2013      | с  | Культ                             | Cult                                       | Біллі Грімм / Роджер Рівз         |
| 2013      | с  | Чорний список                     | The Blacklist                              | кур'єр                            |
| 2013      | с  | Місто гангстерів                  | Mob City                                   | Сід Ротман                        |
| 2014      | с  | Стріла                            | Arrow                                      | Вільям Токман / Король Годинників |
| 2014      | с  | Флеш                              | The Flash                                  | Вільям Токман / Король Годинників |
| 2014—2015 | с  | Гаваї 5.0                         | Hawaii Five-0                              | Рекс Кофлін                       |
| 2015      | с  | Пожежники Чикаго                  | Chicago Fire                               | Едріан Гиш                        |
| 2015      | с  | Поліція Чикаго                    | Chicago P.D.                               | Едріан Гиш                        |
| 2015      | с  | NCIS: Полювання на вбивць         | NCIS                                       | Бенсон Лонг                       |
| 2015      | с  | Суспільна мораль                  | Public Morals                              | капітан Джохенсон                 |
| 2015      | с  | Американська історія жаху: Готель | American Horror Story: Hotel               | лейтенант                         |
| 2015—2018 | с  | Я - зомбі                         | iZombie                                    | Ангус Макдоно                     |
| 2016      | с  | Від заходу до світанку            | From Dusk Till Dawn: The Series            | Гері Уіллет                       |
| 2016—2018 | с  | Батьківщина                       | Homeland                                   | генерал Джеймі Макклендон         |
| 2017      | с  | Твін Пікс: Повернення             | Twin Peaks: The Return                     | Родні Мітчам                      |
| 2017      | с  | Орвілл                            | The Orville                                | Хеймелак                          |